# Manistee
Manistee es una ciudad situada en el condado homónimo, en Míchigan, Estados Unidos. Tiene una población estimada, a mediados de 2023, de 6279 habitantes.
Es la sede del condado. 

## Geografía
La localidad está ubicada en las coordenadas 44°14′43″N 86°19′39″O / 44.24528, -86.32750 (44.245268, -86.327537). Según la Oficina del Censo, tiene una superficie total de 11.73 km², de los cuales 8.49 km² corresponden a tierra firme y 3.24 km² están cubiertos de agua.

## Demografía
Según el censo de 2020, en ese momento había 6259 personas residiendo en la localidad. La densidad de población era de 737.22 hab./km². El 87.54% de los habitantes eran blancos, el 0.93% eran afroamericanos, el 2.00% eran amerindios, el 0.51% eran asiáticos, el 0.03% eran isleños del Pacífico, el 0.86% eran de otras razas y el 8.13% eran de una mezcla de razas. Del total de la población, el 4.15% eran hispanos o latinos de cualquier raza.